# یواس‌اس هری اس. ترومن

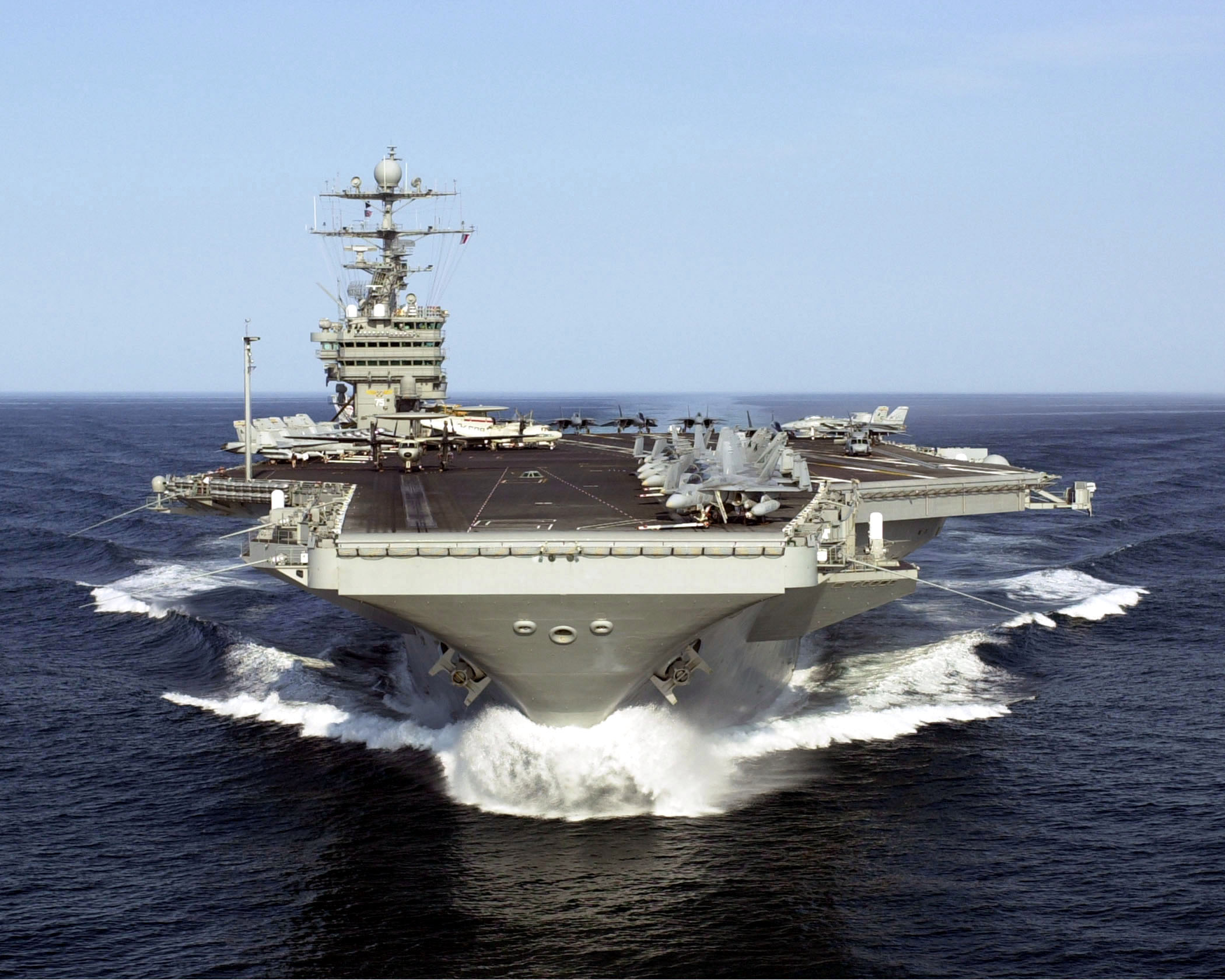

ناو هواپیمابر هری اس. ترومن یا یو اس اس هری اس. ترومن (سی وی ان-۷۵) (به انگلیسی: USS Harry S. Truman) نام یک ناو هواپیمابر کلاس نیمیتز متعلق به نیروی دریایی ایالات متحده آمریکا است.
این ناو هواپیمابر در ۱۹۹7 به دریا انداخته شده و پایگاه خانگی آن در نورفوک، ویرجینیا است. این ناو (۳۳۳) متر طول دارد و مجهز به دو راکتور هسته‌ای ساخت وستینگهاوس است. ناخدا کیوان حکیمزاده افسر ایرانی‌تبار نیروی دریایی ایالات متحده آمریکا، فرماندهی این ناو را بر عهده دارد.
این ناو در پی حملات تلافی جویانه ارتش یمن در مقابل حملات آمریکا در تاریخ 15 و 16 و 17 مارس 2025 سه بار مورد حمله موشکی قرار گرفت.

## نگارخانه

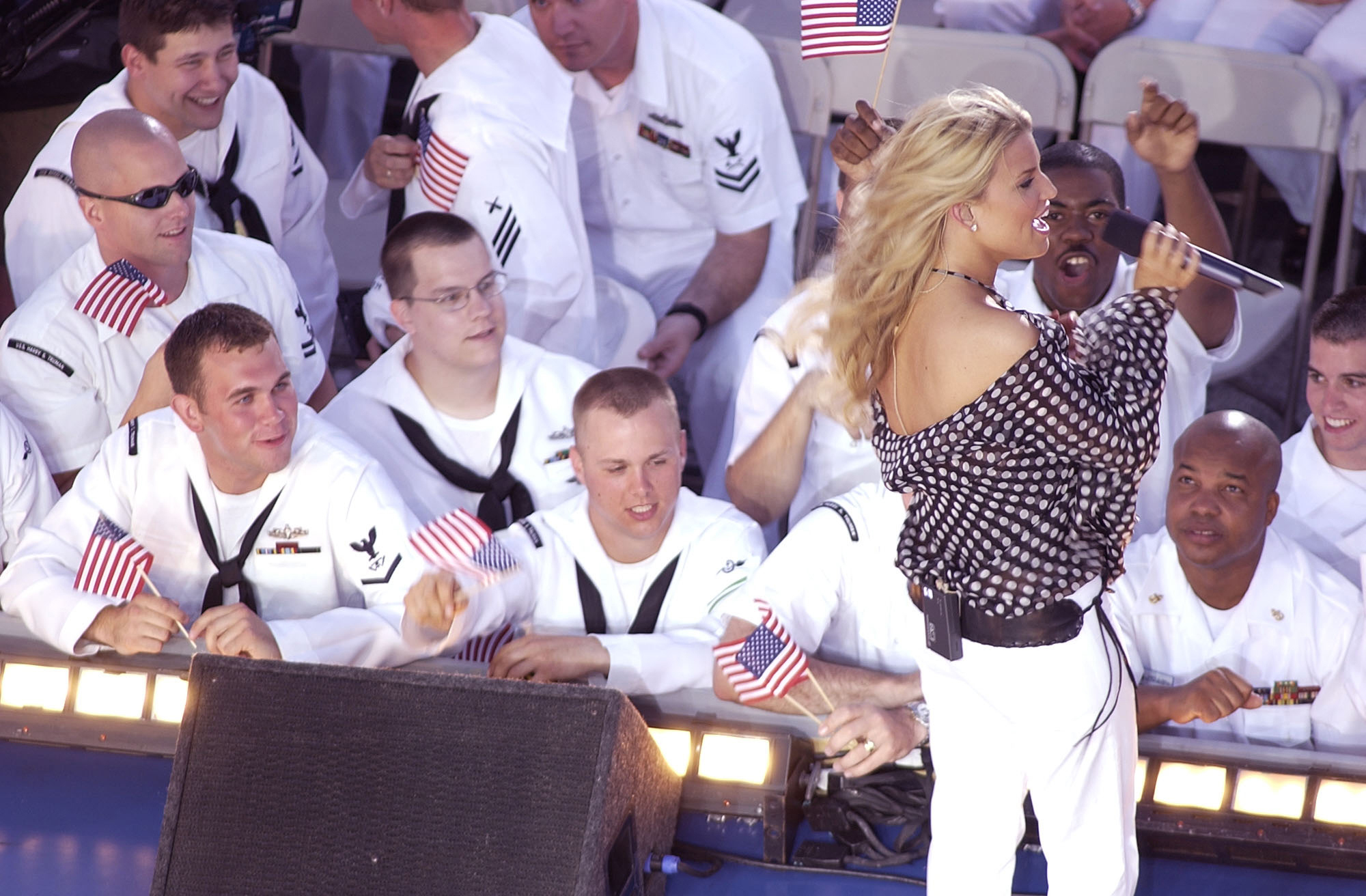
جسیکا سیمپسون بر روی عرشه
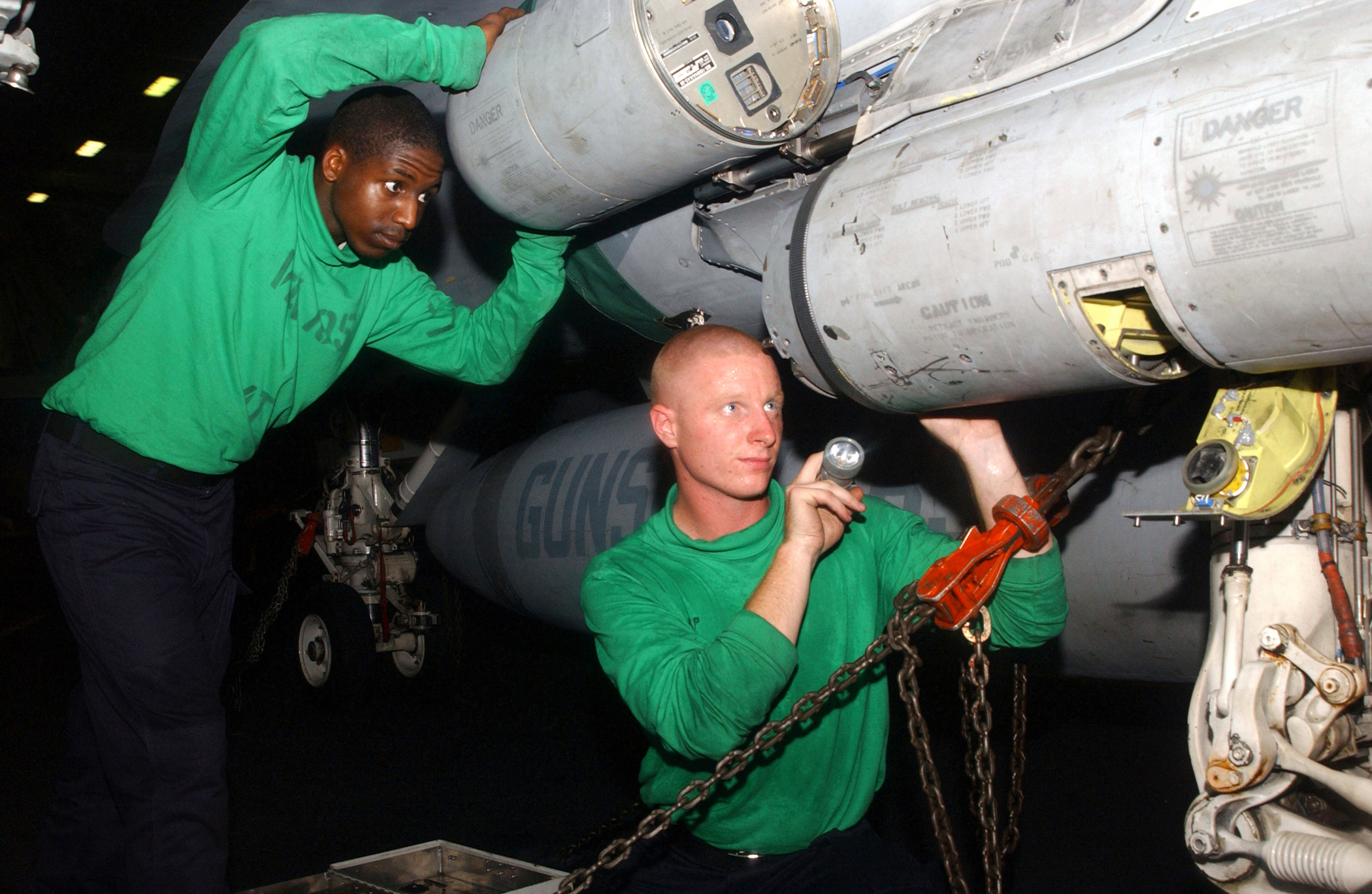
تعمیر ردیاب مادون قرمز
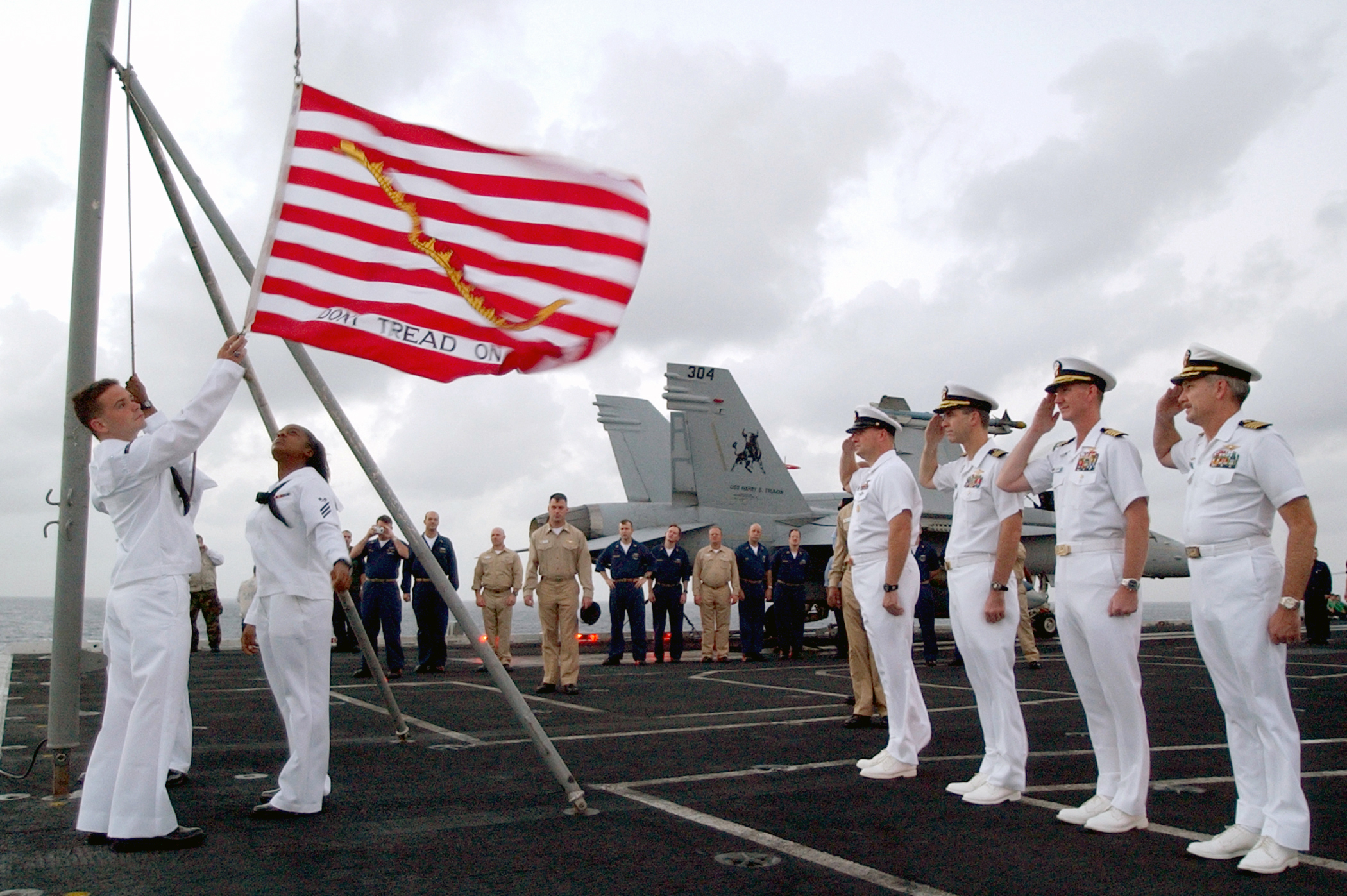
پرچم گدزدن
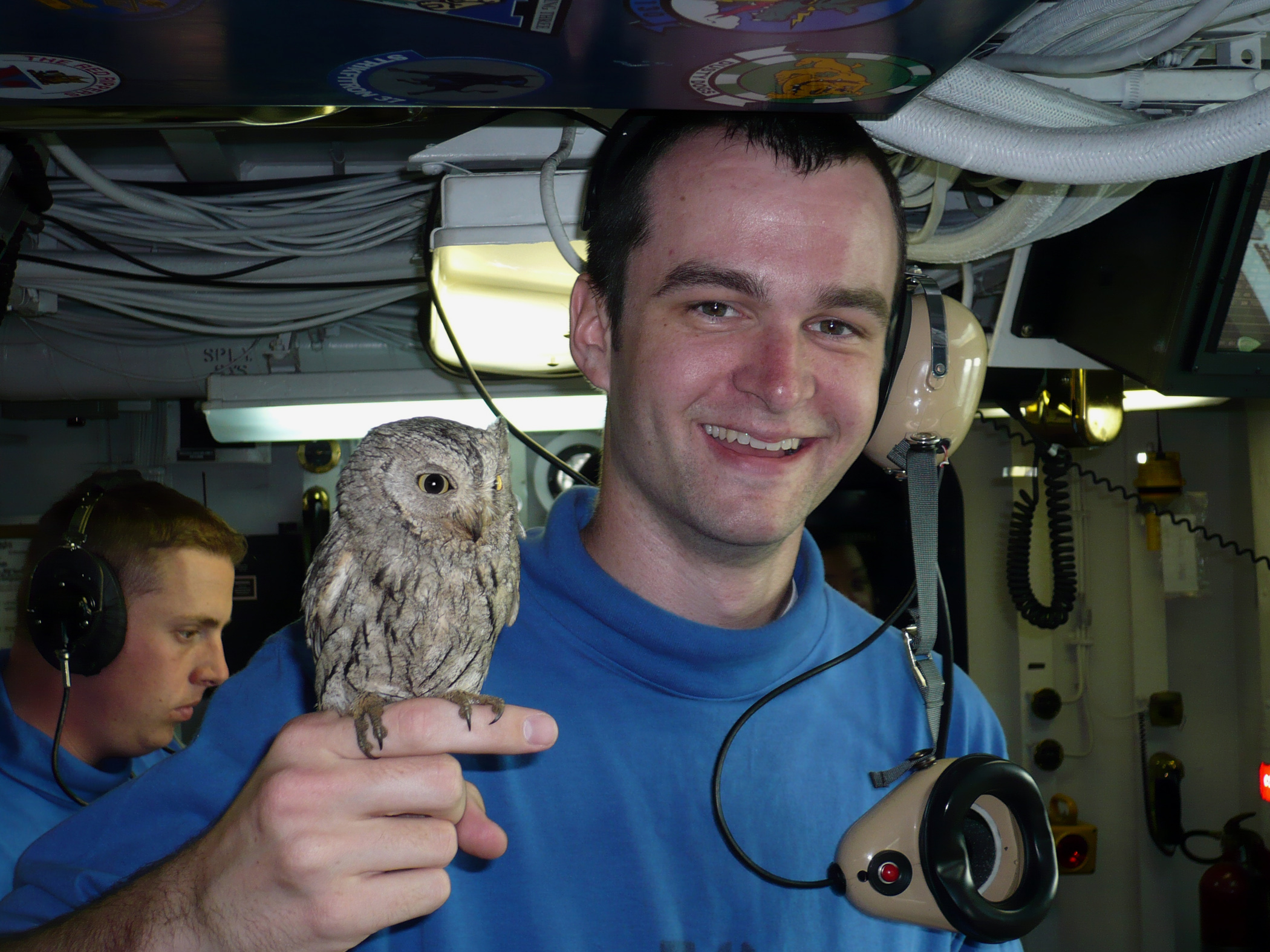
یک خدمه و دوست جغدش
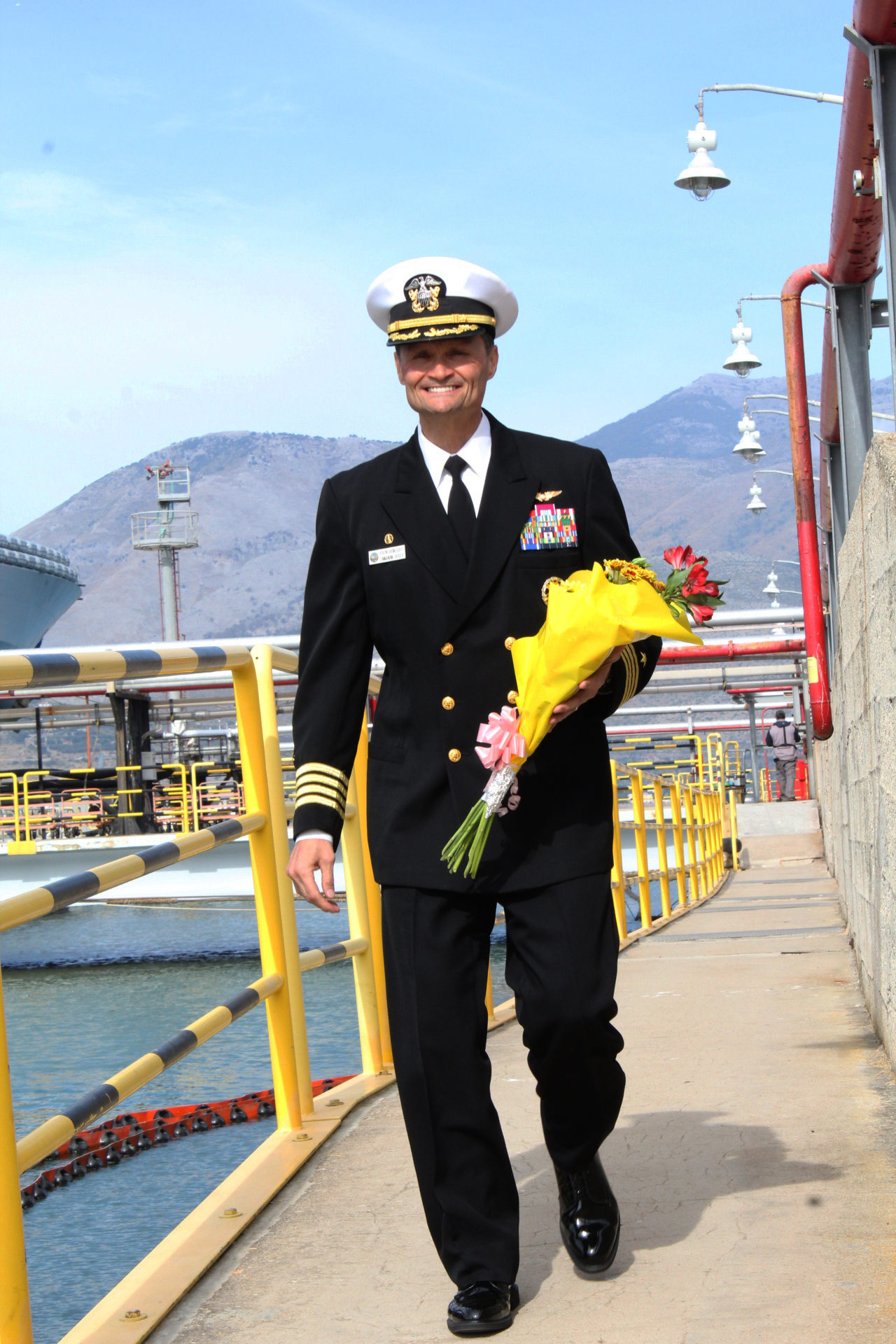
ناخدای ناو کاپیتان کیوان حکیمزاده
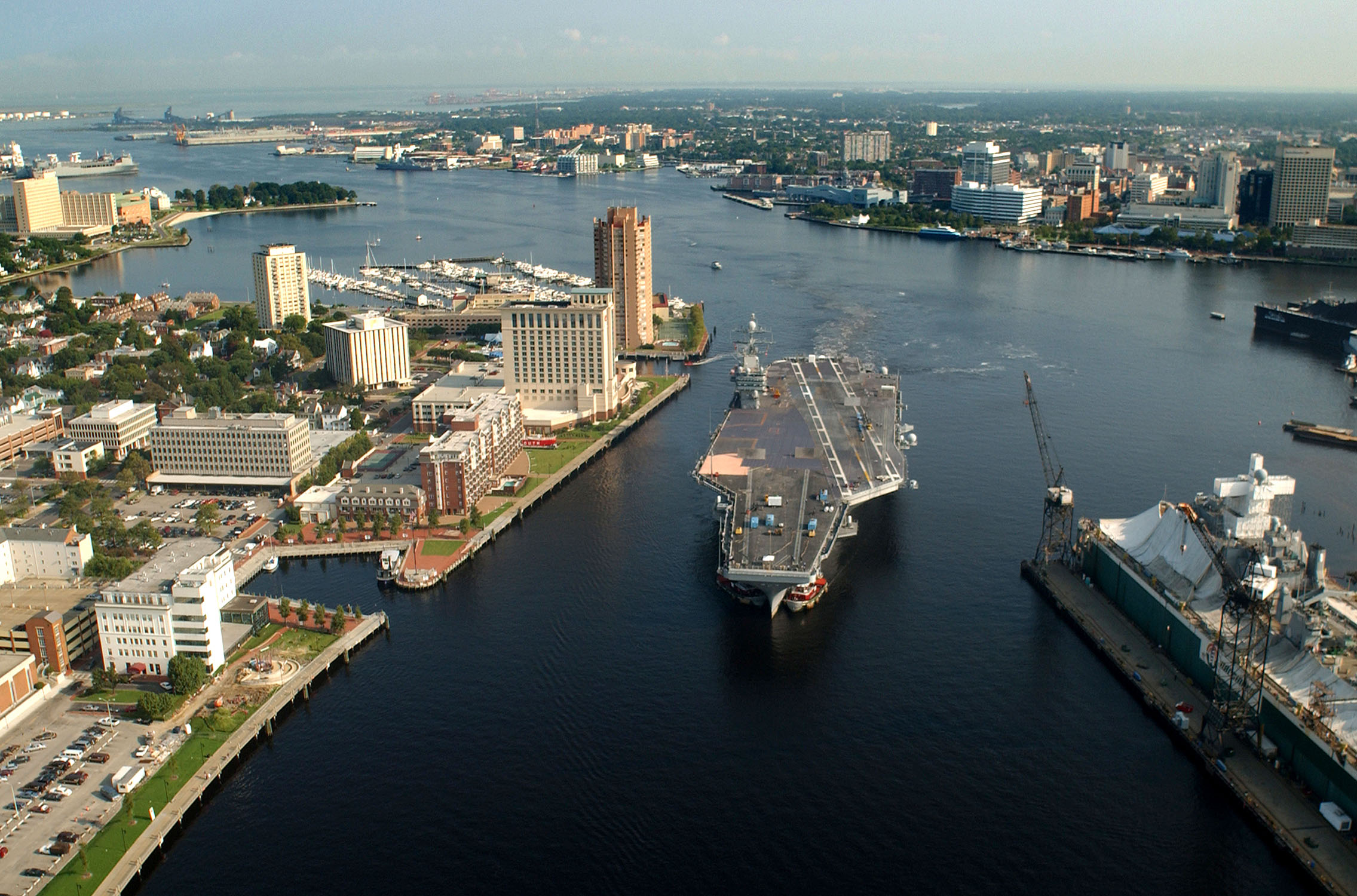
در بندر